# Be (기업)
Be는 1990년에 설립된 과거 미국의 컴퓨터 기업이다. BeOS와 BeBox 개인용 컴퓨터로 잘 알려져 있다.
Be의 기업 오피스는 캘리포니아주 멘로 파크에, 해외 판매 오피스는 프랑스와 일본에 위치해 있었다. 나중에 이 기업은 해산하는 동안 캘리포니아주 마운틴 뷰로 이동하였다.
Be의 주요 취지는 사유 하드웨어 플랫폼에 C++ 프로그래밍 언어를 사용하여 새로운 운영 체제를 개발하는 것이었다. BeOS는 BeBox 위에서 구동되었으나 나중에 애플의 저항(파워 컴퓨팅사의 하드웨어 규격을 보조한다는 이유)에도 불구하고 애플 컴퓨터의 파워 맥으로 포팅하였다. 1998년 이 시스템은 인텔 x86 아키텍처로 포팅되었고 파워PC 지원은 축소되었으며 마침내 BeOS R5를 마지막으로 중단되었다.

## 역사
Be는 존 스컬리에 의해 쫓겨난 뒤 1990년 애플 컴퓨터의 전 임원 장 루이 가세가 스티브 사코먼과 함께 설립하였다.